# Gare de Bruxelles-Nord
Pour les articles homonymes, voir Gare du Nord.
La gare Bruxelles-Nord (en néerlandais : station Brussel-Noord), plus communément appelée Gare du Nord, est une gare ferroviaire belge, située sur le territoire de la commune de Schaerbeek, à proximité de la Ville de Bruxelles, dans le Quartier Nord de la région de Bruxelles-Capitale. C'est l'une des trois plus importantes gares de cette zone urbaine, avec les gares centrale et du Midi. Elle dessert notamment un quartier d'affaires avec des sièges d'administrations et de grandes entreprises.
Gare en impasse mise en service en 1846, elle est devenue une gare de passage depuis l'ouverture de la jonction avec la gare de Bruxelles-Midi en 1952.
C'est une grande gare voyageurs de la Société nationale des chemins de fer belges (SNCB) desservie par de nombreux trains de relations internationales, nationales, régionales et locales.

## Situation ferroviaire
Établie à 29 mètres d'altitude, la gare de bifurcation de Bruxelles-Nord est l'origine des lignes : 25 de Bruxelles-Nord à Anvers (Y Luchtbal), 27 de Bruxelles-Nord à Anvers-Central, 36 de Bruxelles-Nord à Liège-Guillemins, 36N de Bruxelles-Nord à Louvain, 50 de Bruxelles-Nord à Gand-Saint-Pierre et 161/2 de Bruxelles-Nord à Y Josaphat (branche la plus utilisée de la ligne 161 de Schaerbeek à Namur).
Elle est également l'une des deux extrémités de la Ligne 0 Bruxelles-Midi - Bruxelles-Nord.

## Histoire

### Première gare
L'inauguration du premier chemin de fer ayant pour origine une capitale de l'Europe continentale a lieu le 5 mai 1835 à la gare de Bruxelles-Allée-Verte (ligne de Bruxelles à Malines). Rapidement le succès de l'exploitation est confronté aux limites de l'espace disponible. Dès 1837 une commission initiée par la ville de Bruxelles pour étudier un projet de jonction entre le nord et le sud, s'était prononcée pour sa réalisation et la création d'une station centrale.
En 1838 un projet pour une nouvelle gare est proposé à Jean-Baptiste Nothomb, ministre des travaux publics. Les initiateurs proposent de fournir pour 400 000 francs un établissement trois fois plus grand que l'ancien et capable de transformer la rue Neuve prolongée en une voie digne de comparaison avec les plus belles avenues parisiennes. Le lieu choisi pour l'implantation est situé près du Jardin botanique dans une zone basse et humide ayant une surface de sept hectares. Le 1er avril 1839, les investisseurs signent une convention avec l'État en s'engageant à apporter l'ensemble des parcelles nécessaires.
Un arrêté royal du 15 juillet 1839 décrète : en un l'expropriation des terrains nécessaires à l'établissement d'une nouvelle station dénommée Bruxelles-Nord et en deux l'établissement d'une voie de jonction entre les gares de l'allée verte et des Bogards (pas encore inaugurée). Une autre décision prise est celle de reporter à la nouvelle gare du Nord l'ensemble du service voyageurs de la gare de l'allée-Verte qui ne conserverait que le service des marchandises. Le plan de l'ensemble de l'aménagement de la gare du Nord et de son quartier est approuvé le 2 septembre 1840. Rapidement le chantier est ouvert pour la création de la voie de jonction jusqu'à l'emplacement prévu pour la nouvelle gare du Nord. Le roi Léopold Ier pose la première pierre le 26 septembre 1841 et ce même jour inaugure l'arrivée de la voie depuis l'Allée-Verte et met en service la nouvelle gare. Les trains de voyageurs commencent à y circuler régulièrement à partir du 1er novembre 1841.
Les travaux de construction du bâtiment principal, dessiné par l'architecte François Coppens, ne débutent véritablement qu'en 1844 et le chantier n'est pas terminé lorsqu’a lieu l'inauguration en 1846,.
Au cours du temps, ce bâtiment qui ne comportait qu'un faible nombre de voies sera agrandi sur les côtés, sans pour autant élargir la façade, contrainte par le bâti existant. En résulte une disposition « en entonnoir » où les quais extrêmes étaient fort éloignés de l'entrée.

Gare de 1846
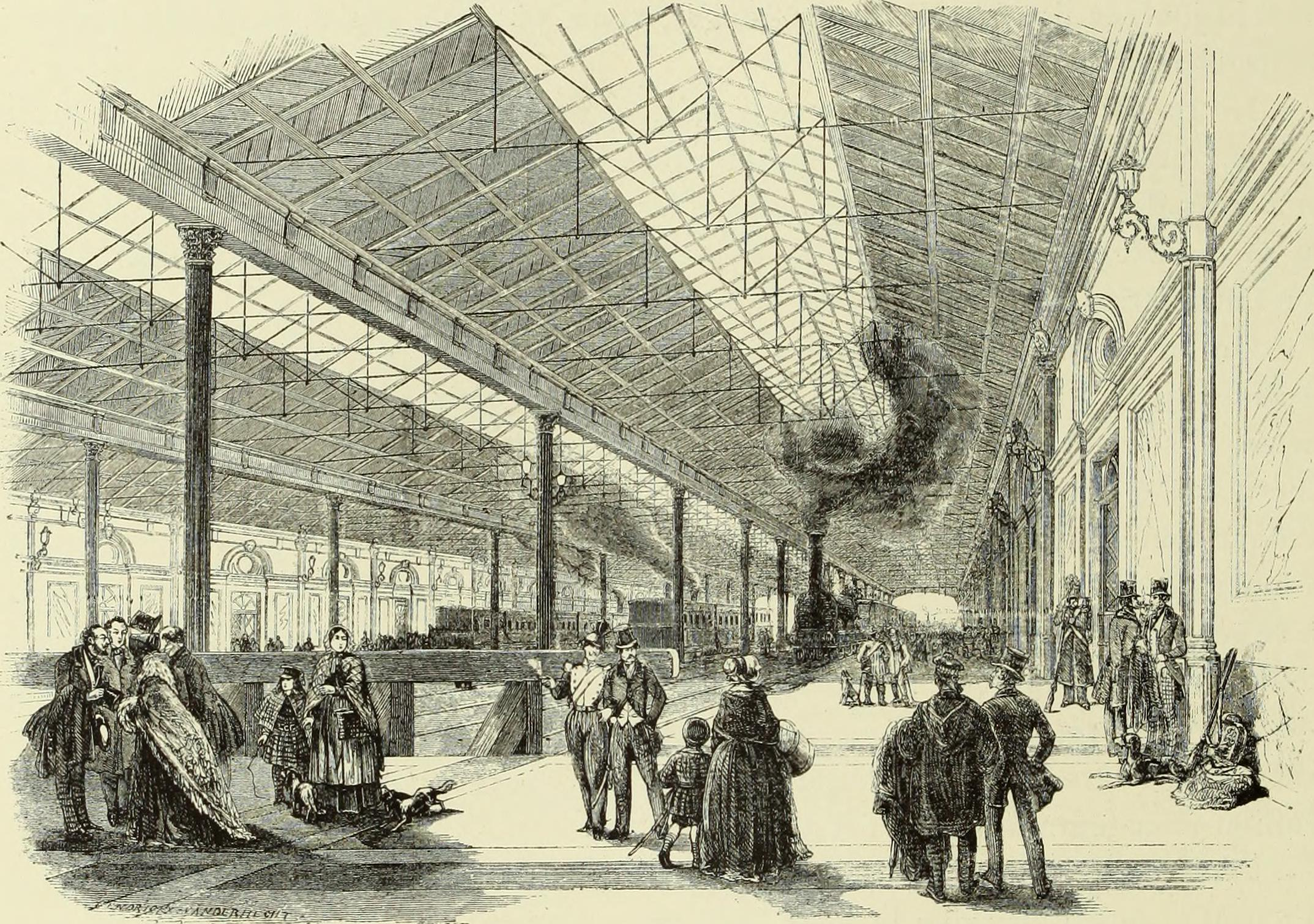
1884.
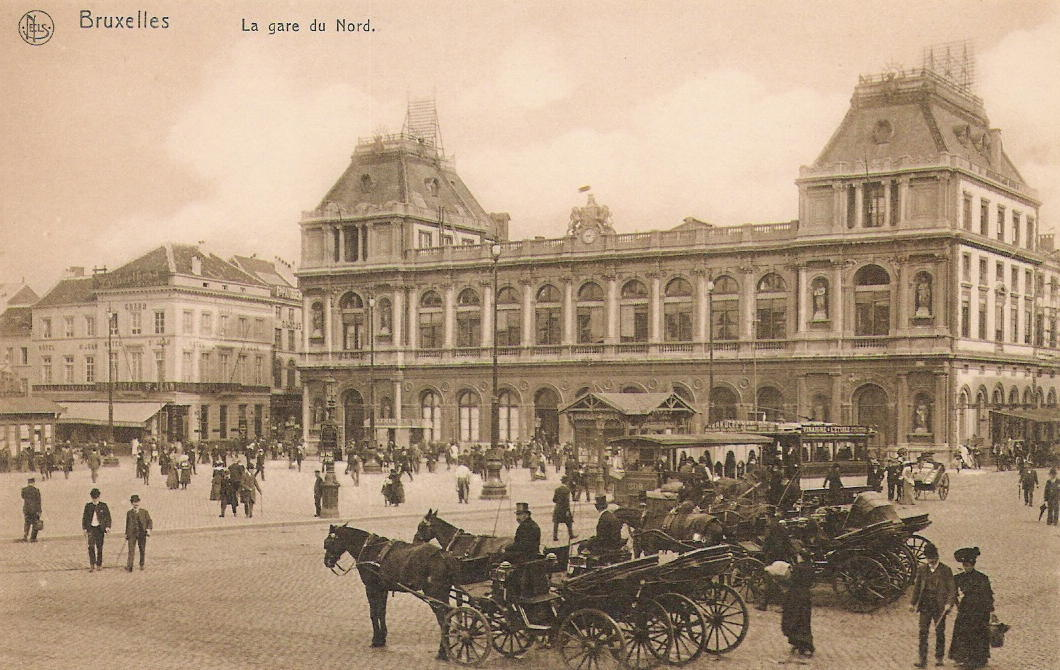
Vers 1910.
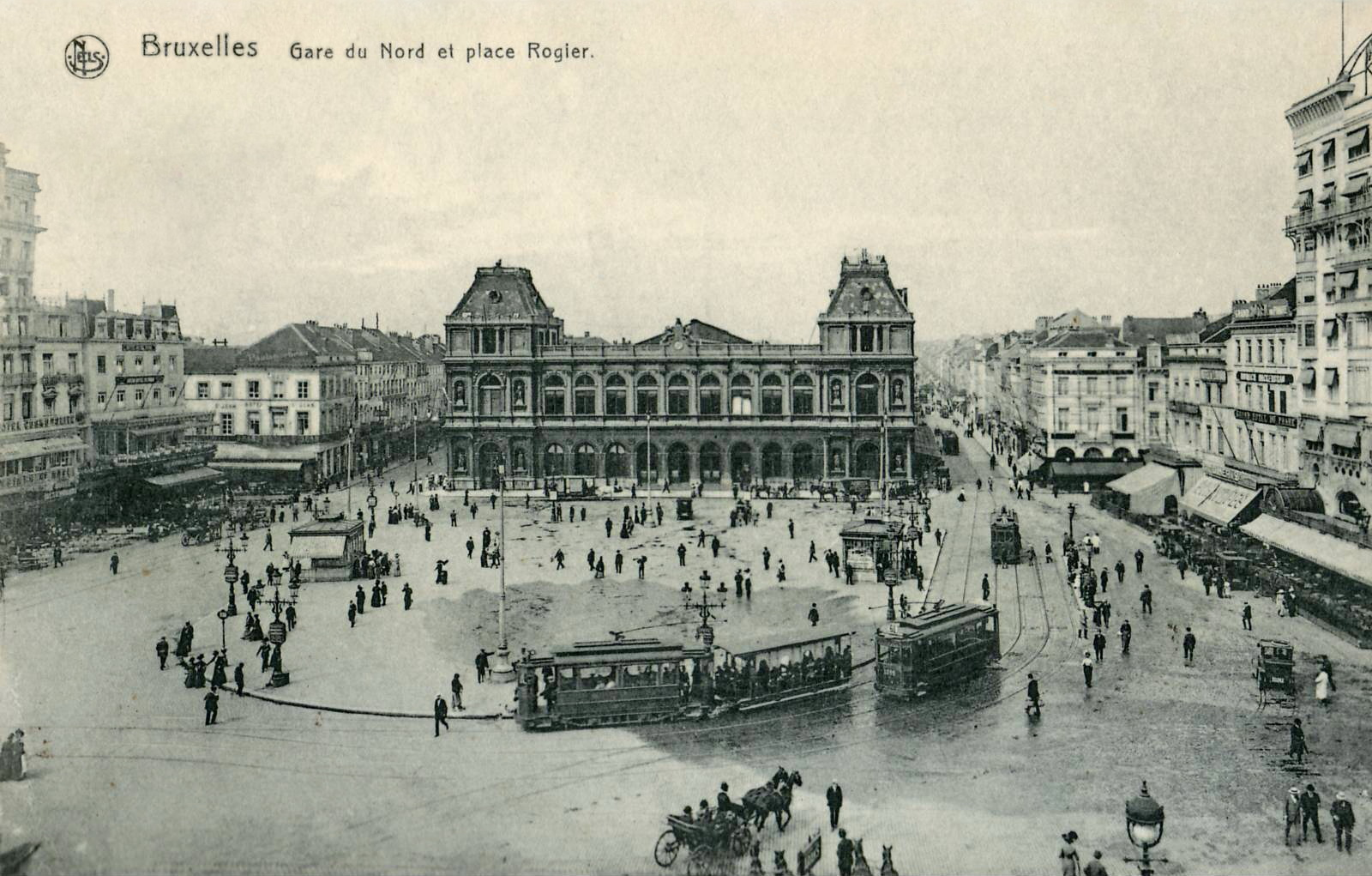
Vers 1910.

### Deuxième gare
En 1952, une nouvelle gare, dotée de 12 voies surélevées, située quelques centaines de mètres plus au nord, et conçue par les architectes Jacques Saintenoy et Paul Saintenoy, a remplacé l'ancienne de la place Rogier. Cette dernière se maintient un temps avant d'être démolie en 1955.
Contrairement à la gare du Midi, largement remodelée au tournant du XXIe siècle pour l'arrivée des trains rapides internationaux, la gare du Nord a gardé ses matériaux et ses éléments décoratifs d'origine, mis en valeur lors d'une rénovation récente. Seule l'extension, composée de commerces et de bureaux, réalisée dans les années 1980 et démolie en 2024 a été ajoutée à cet ouvrage particulièrement remarquable de l'architecture ferroviaire de l'immédiat après-guerre. La gare, contrairement là aussi à celle du Midi, a gardé sa tour d'origine, au sommet de laquelle trône une horloge.

Gare de 1952
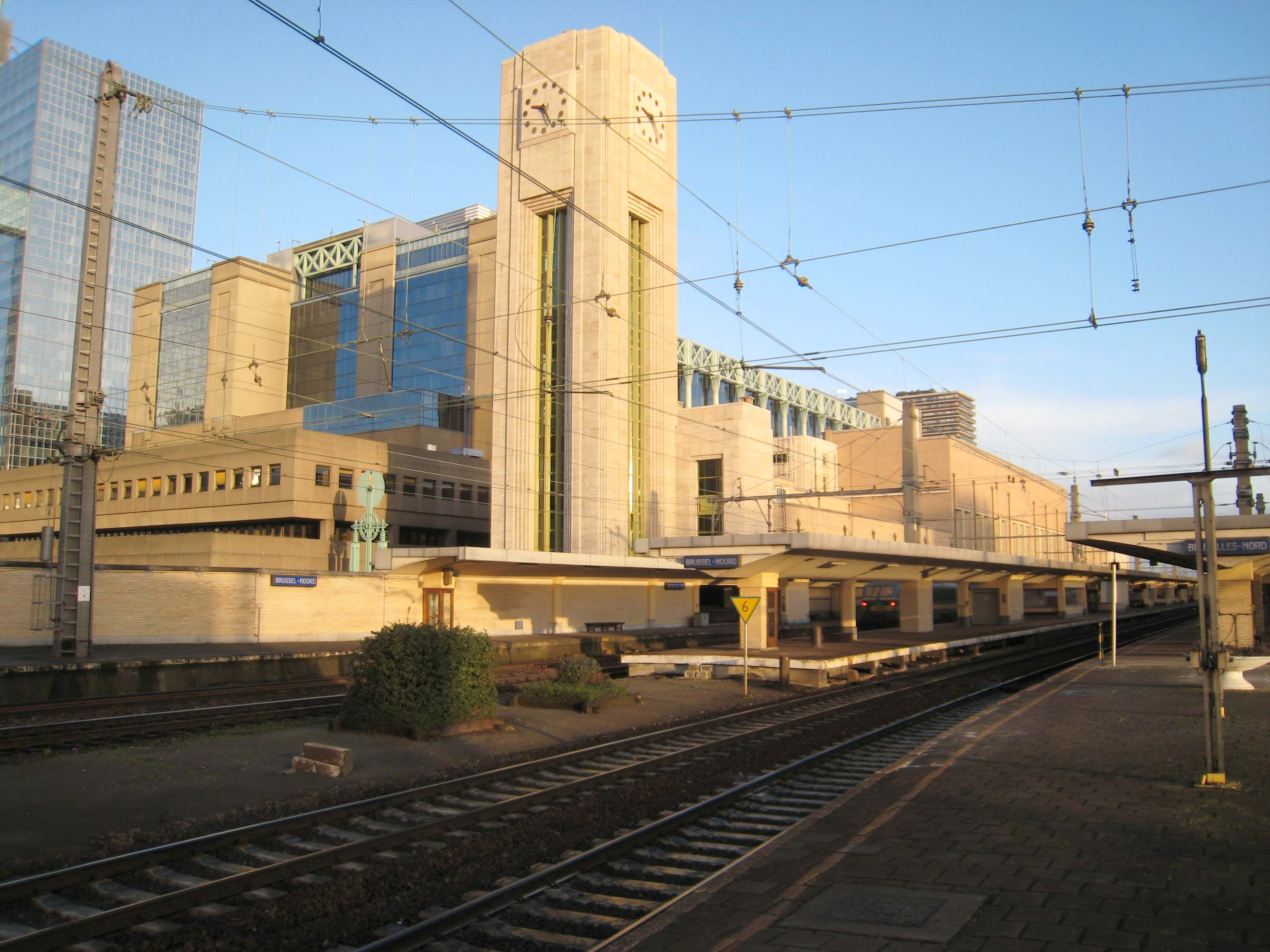
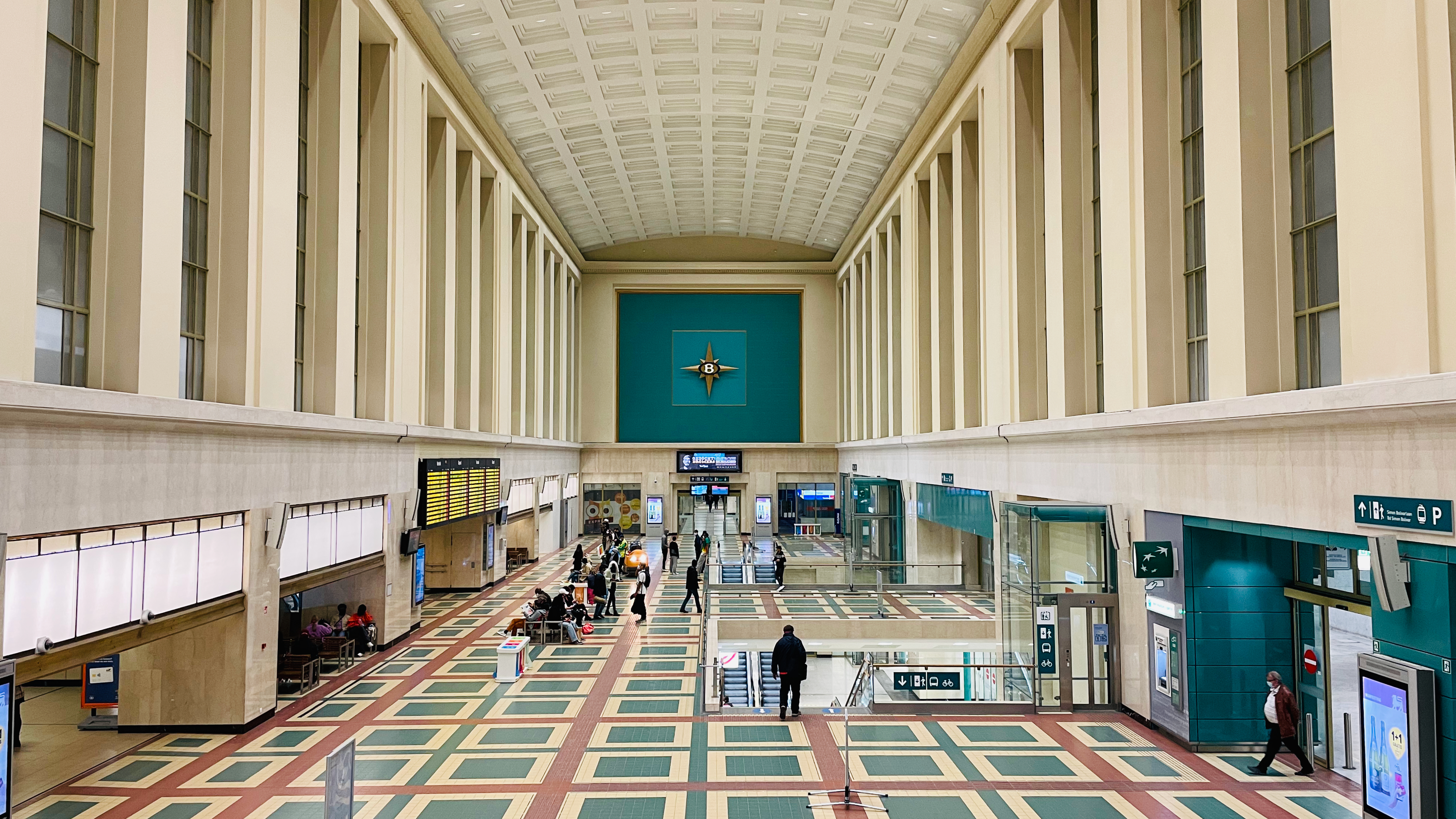
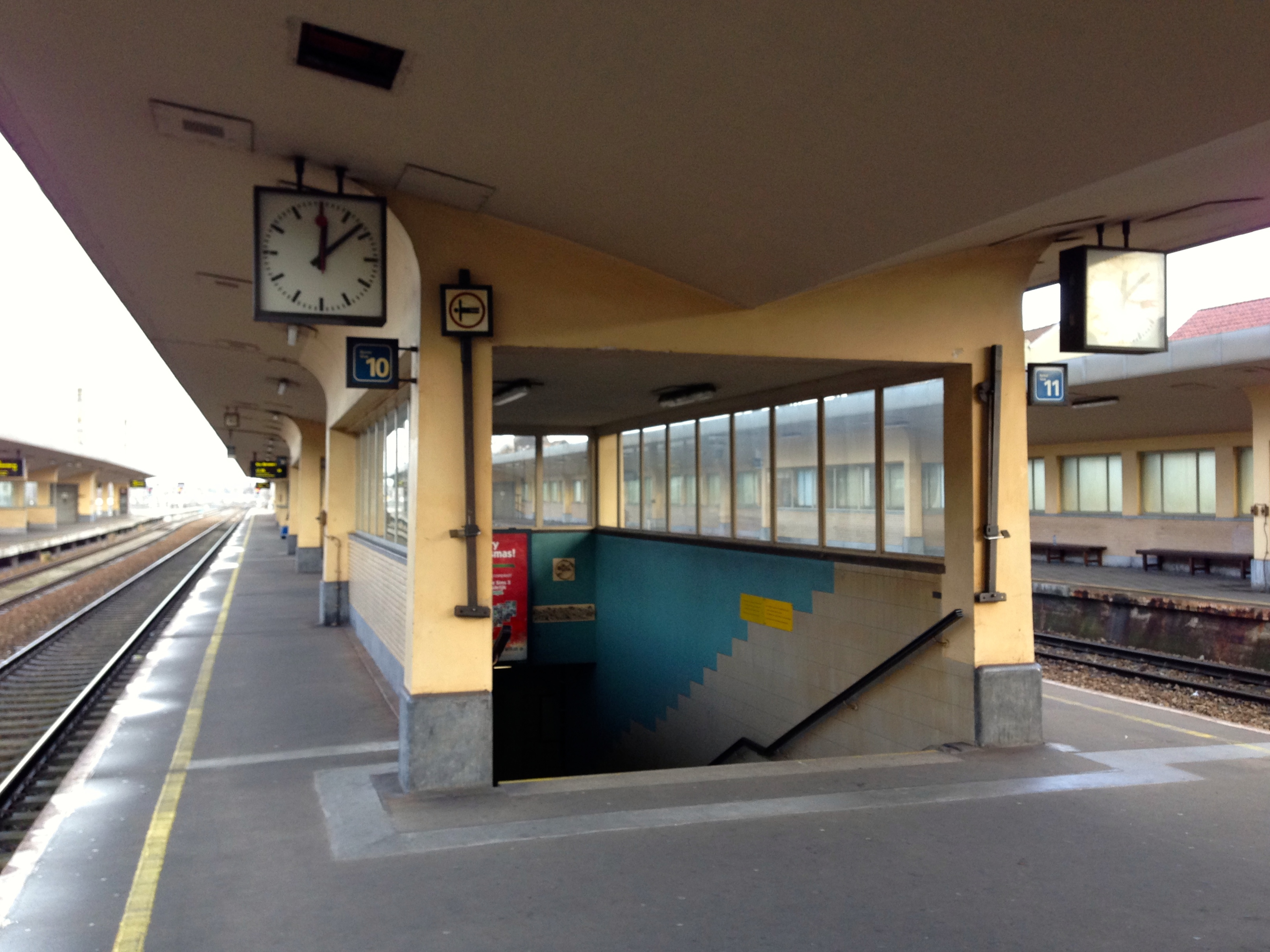
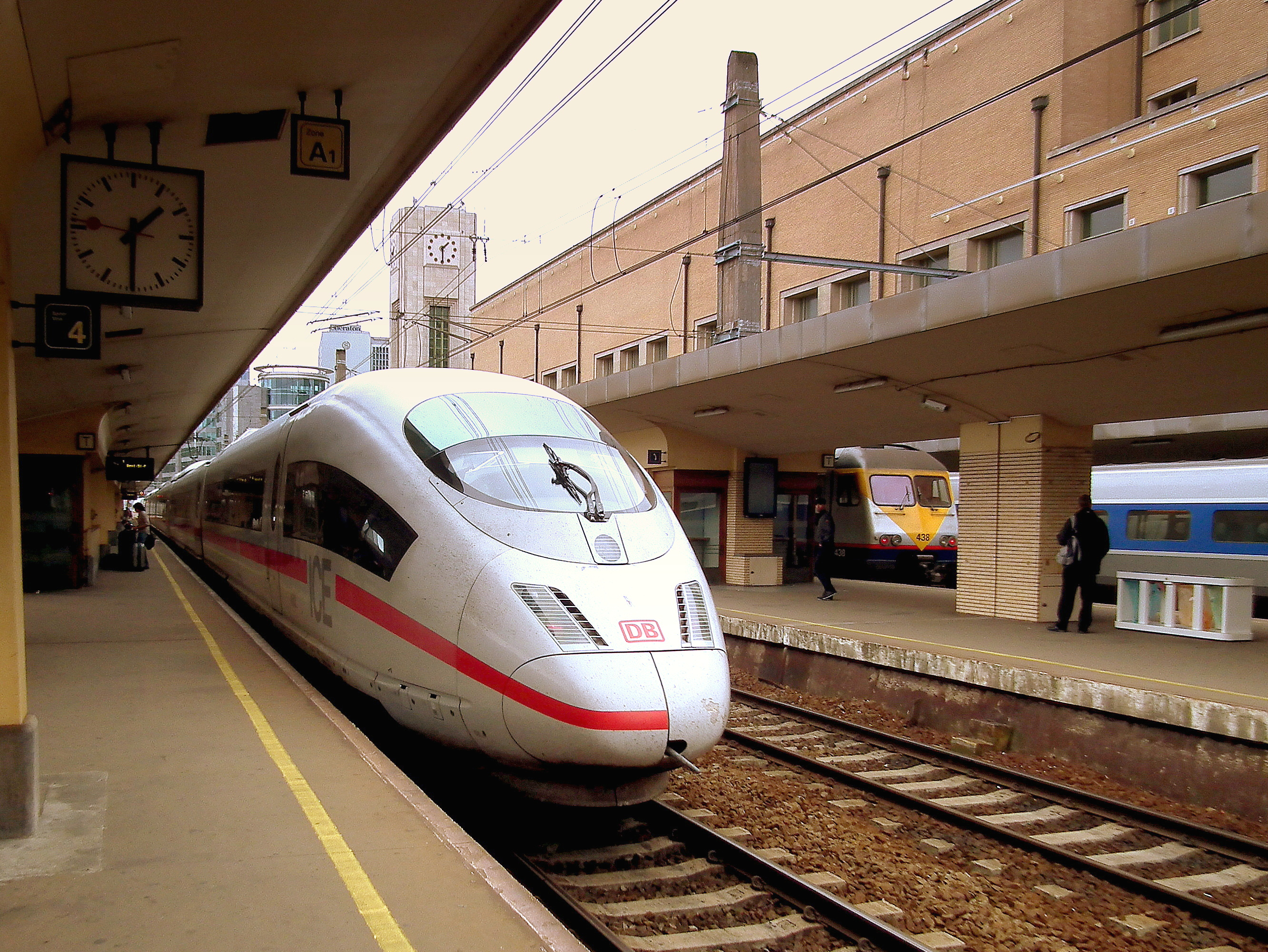

## Comptage voyageurs
Ce graphique et tableau montre le nombre de voyageurs embarquant en moyenne durant la semaine, le samedi et le dimanche.
| Nombre de voyageurs qui embarquent à la gare de Bruxelles-Nord | Nombre de voyageurs qui embarquent à la gare de Bruxelles-Nord | Nombre de voyageurs qui embarquent à la gare de Bruxelles-Nord | Nombre de voyageurs qui embarquent à la gare de Bruxelles-Nord |
|                                                                | Semaine                                                        | Samedi                                                         | Dimanche                                                       |
| -------------------------------------------------------------- | -------------------------------------------------------------- | -------------------------------------------------------------- | -------------------------------------------------------------- |
| 1998                                                           | 34 408                                                         | 9 815                                                          | 9 578                                                          |
| 1999                                                           | 30 598                                                         | 9 246                                                          | 9 025                                                          |
| 2000                                                           | 32 431                                                         | 9 372                                                          | 7 896                                                          |
| 2001                                                           | 44 063                                                         | 16 758                                                         | 15 847                                                         |
| 2002                                                           | 34 233                                                         | 11 107                                                         | 10 879                                                         |
| 2003                                                           | 33 480                                                         | 11 354                                                         | 11 198                                                         |
| 2004                                                           | 35 849                                                         | 12 114                                                         | 10 932                                                         |
| 2005                                                           | 36 542                                                         | 13 060                                                         | 13 137                                                         |
| 2006                                                           | 39 378                                                         | 12 856                                                         | 12 790                                                         |
| 2007                                                           | 40 713                                                         | 13 048                                                         | 12 993                                                         |
| 2008                                                           | -                                                              | -                                                              | -                                                              |
| 2009                                                           | 41 169                                                         | 14 738                                                         | 13 704                                                         |
| 2010                                                           | -                                                              | -                                                              | -                                                              |
| 2011                                                           | -                                                              | -                                                              | -                                                              |
| 2012                                                           | 48 804                                                         | 13 696                                                         | 13 732                                                         |
| 2013                                                           | 46 945                                                         | 13 276                                                         | 13 873                                                         |
| 2014                                                           | 58 345                                                         | 11 151                                                         | 12 712                                                         |
| 2015                                                           | 63 104                                                         | 18 128                                                         | 16 815                                                         |
| 2016                                                           | 63 528                                                         | 13 689                                                         | 14 248                                                         |
| 2017                                                           | 61 179                                                         | 15 055                                                         | 13 688                                                         |
| 2018                                                           | 62 344                                                         | 24 707                                                         | 21 430                                                         |
| 2019                                                           | 63 779                                                         | 25 820                                                         | 21 621                                                         |
| 2020                                                           | 26 188                                                         | 9 709                                                          | 8 780                                                          |
| 2021                                                           | -                                                              | -                                                              | -                                                              |
| 2022                                                           | 48 125                                                         | 21 882                                                         | 17 413                                                         |
| 2023                                                           | 60 449                                                         | 20 825                                                         | 17 991                                                         |
| 2024                                                           | 59 068                                                         | 21 771                                                         | 19 930                                                         |

## Service des voyageurs

La tour de la gare de Bruxelles-Nord.

### Desserte
En principe, tous les trains internationaux et nationaux s'arrêtent à cette gare, sauf les Eurostar.
La gare est également un nœud important du réseau de transport en commun bruxellois. Elle est desservie par la ligne de prémétro nord-sud et différentes lignes de bus de la STIB et de De Lijn. Ces bus ont pour destination aussi bien l'agglomération bruxelloise que la province proche. Le nœud de communication dans son ensemble s'appelle le Centre de Communication Nord (CCN) ; il s'y arrête aussi des lignes internationales d'autocars desservant toute l'Europe.
À l'exception des trains à grande vitesse venant de Londres et de France, tous les trains de voyageurs dont le terminus est à Bruxelles traversent la jonction Nord-Midi. S'ils y arrivent par le nord (y compris par la ligne du Luxembourg), leur terminus est à Bruxelles-Midi où il y a 22 voies et ils peuvent en outre si nécessaire aller se garer à Forest-Voitures (ligne 96B avant Forest-Midi). Par contre, s'ils arrivent du sud (y compris par la ligne de la côte), il n'y a que 12 voies à Bruxelles-Nord, ce qui est trop peu pour s'y garer longtemps, et ils continuent jusqu'à Schaerbeek avant d'aller garer (si nécessaire) à Schaerbeek-Formation. Vice versa pour les trains au départ.
- Train ICE : Bruxelles-Midi – Liège-Guillemins – Aix-la-Chapelle Hbf – Cologne Hbf – Francfort-sur-le-Main Hbf
- Train de nuit Nightjet (NJ) : Bruxelles-Midi – Liège-Guillemins – Aix-la-Chapelle Hbf – Linz Hbf – Vienne Hbf (3/semaine)
- Train EC : Bruxelles-Midi – Anvers-Central – Rotterdam
- Train IC : Ostende – Gand-Saint-Pierre – Liège-Guillemins - Eupen
- Train IC : Knokke – Bruges – Gand-Saint-Pierre – Bruxelles-Midi – Bruxelles-Aéroport-Zaventem
- Train IC : Blankenberge – Bruges – Gand-Saint-Pierre – Bruxelles-Midi – Louvain – Landen – Hasselt - Genk
- Train IC : Mons / Tournai - Bruxelles-Aéroport-Zaventem
- Train IC : Quiévrain - Landen - Liège-Guillemins (en semaine)
- Train IC : Binche - Turnhout
- Train IC : Charleroi-Central - Anvers-Central / Essen
- Train IC : Bruxelles-Midi - Namur – Luxembourg
- Train IC : La Panne - Gand-Saint-Pierre – Bruxelles-Midi – Louvain – Landen
- Train IC : Bruxelles-Midi – Namur - Liège-Saint-Lambert (en semaine)
- S1 : Nivelles - Bruxelles-Midi - Malines - Anvers-Central
- S2 : Braine-le-Comte - Bruxelles-Midi - Louvain
- S3 : Zottegem - Denderleeuw - Bruxelles-Midi - Termonde
- S6 : Denderleeuw - Enghien - Schaerbeek
- S8 : Bruxelles-Midi - Ottignies / Louvain-la-Neuve
- S10 : Alost - Jette – Bruxelles-Midi - Bruxelles-Ouest – Jette – Termonde
- Train P : Schaerbeek – Bruxelles-Midi – Gand-Dampoort – Saint-Nicolas (en semaine)
- Train P : Schaerbeek – Bruxelles-Midi – Nivelles – Charleroi-Central – Châtelet [– Jemeppe-sur-Sambre] (en semaine)
- Train P : Schaerbeek – Bruxelles-Midi – Mons [– Quévy / Saint-Ghislain [– Quiévrain]] (en semaine)
- Train P : [Neerpelt –] Mol – Lierre – Malines – Bruxelles-Midi (en semaine)
- Train P : Louvain-la-Neuve – Bruxelles-Schuman – Bruxelles-Midi – Hal – Tournai – Mouscron (week-end et fériés)
- Train P : Louvain-la-Neuve – Bruxelles-Schuman – Bruxelles-Midi – Hal – Braine-le-Comte – La Louvière – Binche (week-end et fériés)

### Intermodalité
Ce site est desservi par les lignes 4, 10, 25 et 55 du tramway de Bruxelles à la station de prémétro Gare du Nord ainsi que par les lignes de bus 14, 20, 57, 58, 61 et 88 des autobus de Bruxelles, par les lignes de bus R14, R15, R29, R30, R31, R40, R41, R45 R50, R60, R90, X60, 126, 127, 128, 270, 271, 272, 318, 410, 470 et 714 du réseau De Lijn.

### Divers
La gare de Bruxelles-Nord a été illustrée dans une bande dessinée : Tintin au pays des Soviets de Hergé, 1930.